# بنفشه خال‌مخالی
 بنفشه خال‌مخالی(نام علمی: Viola ocellata) نام یک گونه از سرده بنفشه است.